# Gare de Berlin-Altglienicke
La gare de Berlin-Altglienicke est une gare ferroviaire allemande située à Berlin, dans le quartier d'Altglienicke. Elle est desservie par les lignes 9 et 45 du S-Bahn de Berlin.

## Histoire
Le 1er janvier 1940, la gare est initialement ouverte en tant que station purement opérationnelle sur un anneau extérieur destiné au transport de marchandises. Un point d'arrêt pour les passagers ouvre le 26 juillet 1948, initialement jusqu'au 21 mars 1951. La deuxième période de fonctionnement commence le 22 mai 1955 et prend fin le 1er juin 1958.
À partir de 1959, il est prévu d'ouvrir une ligne de S-Bahn en direction de l'aéroport de Berlin-Schönefeld. Étant donné qu'un carrefour autoroutier est prévu à proximité de la gare, l’itinéraire est étendu au sud de la gare en un léger arc du côté gauche de l'autoroute. Le 26 février 1962, la nouvelle gare est desservie par des trains vers l'aéroport.
Au début, la section a une voie unique, la deuxième voie ouvre le 29 juin 1987, après quelques travaux de reconstruction.

## Service des voyageurs

### Accueil
La gare est équipée d'une surface podotactile et est accessible aux personnes à mobilité réduite. La gare possède une sortie unique à l'extrémité nord.

### Desserte
La gare est un arrêt pour les lignes 9, qui relie Spandau à l'aéroport de Berlin, et 45, qui relie Südkreuz à l'aéroport, du S-Bahn de Berlin.

### Intermodalité
La gare est en correspondance avec la ligne de bus no 160 de la BVG.